# Monte Cavallaccio
Il monte Cavallaccio (2.763 m s.l.m. - Piz Chavalatsch in romancio) è una montagna delle Alpi Retiche occidentali (sottosezione Alpi della Val Müstair).

## Descrizione
Si trova lungo la linea di confine tra l'Italia e la Svizzera tra i comuni Stelvio e Val Müstair. È il punto più orientale della Svizzera.